# Dom Macieja

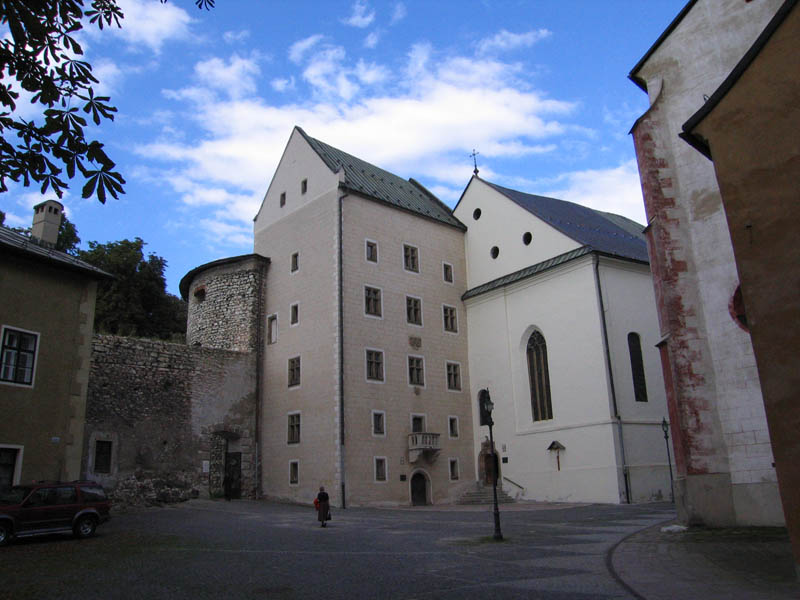
Dom Macieja i kościół Świętego Krzyża

Dom Macieja (słow. Matejov dom) – późnogotycka budowla mieszkalna, zwana tradycyjnie „pałacem”, w obrębie tzw. miejskiego zamku (słow. Mestský hrad) w Bańskiej Bystrzycy (Námestie Štefana Moyzesa nr 20) na Słowacji.
Wzniesiony został w 1479 r. z rozkazu króla Macieja Korwina – według tradycji dla jego żony, Beatrycze. Jest to budynek murowany z kamienia na rzucie zbliżonym do kwadratu, pięciokondygnacyjny, nakryty wysokim dwuspadowym dachem.  Na fasadzie południowej, trzyosiowej, nad centralnie usytuowanym portalem wejściowym kamienny balkon podparty na dwóch kroksztynach. Nad nim, pomiędzy rzędami okien z zachowanymi kamiennymi obramieniami, widnieją herby Macieja Korwina i Beatrycze z datą "1479" (aktualnie repliki z okresu renowacji obiektu w latach 1907-1909). Jak podają zapisy archiwalne z 1560 r. powyżej kartusza herbowego znajdował się jeszcze zegar słoneczny. Budynek jest połączony konstrukcyjnie z najpotężniejszą basztą średniowiecznych umocnień miasta – Basztą Górniczą (słow. Banícka bašta), zbudowaną nieco wcześniej. Do dziś na bocznej fasadzie, między trzecią i czwartą kondygnacją istnieje furta, którą obrońcy miasta mieli dostęp do korony muru obronnego między basztami Górniczą i Farską (słow. Farska bašta).
Maciej Korwin, który w trakcie ponad 30 lat panowania wielokrotnie bywał w Bańskiej Bystrzycy, zapewne nigdy nie zatrzymywał się w tym budynku, podobnie jego żona, Beatrycze. Najprawdopodobniejszym miejscem pobytów króla w mieście mógł być tzw. (z niemiecka) Unterhaus - duży dom mieszkalny przy Rynku, na którego miejscu stoi dziś gmach siedziby Słowackich Lasów Państwowych (obecnie Námestie SNP nr 8). Sam "Dom Macieja"  pełnił funkcje zbrojowni (według inwentarza z 1536 r. zawierała m.in. jedną półhakownicę, dwie dwuhakownice, 13 "starych" hakownic oraz dwa działa zwane "sokolnicami"), strażnicy czy nawet spichlerza (w 1566 r. istniał w nim niewielki młyn z ręcznymi żarnami). Gdy w XVI – XVII w. w Baszcie Górniczej były umieszczone działa, chroniące miejski zamek od północy, w budynku mieścił się (wzmiankowany już w latach 40. XVI w.) skład prochu strzelniczego. Później mieściła się w nim siedziba królewskiego zarządcy rewiru górniczego.
Po roku 1761, w którym znaczną część miasta zniszczył wielki pożar, większość starych fortyfikacji uległa zniszczeniu. Podobnie Dom Macieja znalazł się z czasem w bardzo złym stanie. W 1798 r., gdy miejscowe gimnazjum katolickie musiało opuścić swoją dotychczasową siedzibę za kościołem katedralnym, zaproponowano mu pomieszczenia w "Domu Macieja". W odpowiedzi dyrektora gimnazjum znalazło się wtedy stwierdzenie, że owa "opuszczona wieża (...) będzie właściwym schronieniem nie dla szkoły, tylko dla sów". Ponownie w roku 1847 miasto planowało (też bez powodzenia) w budynku umieścić szkołę, tym razem ludową. W latach 80. XIX w. w Bańskiej Bystrzycy pojawił się pomysł założenia muzeum. W latach 1907–1909 obiekt poddano szeroko zakrojonemu remontowi, po którym w jego wnętrzach została otwarta pierwsza ekspozycja Muzeum Miejskiego w Bańskiej Bystrzycy. Gdy w latach 50. XX w. ekspozycja została przeniesiona do tzw. Domu Thurzonów (słow. Thurzov dom) budynek na kilkadziesiąt następnych lat zamienił się w magazyn muzealny. Rozległa rekonstrukcja Domu Macieja i Baszty Górniczej, która miała miejsce w latach 2006-2009, pozwoliła na powrót zbiorów na ich pierwotne miejsce. Dzięki tej ekspozycji, poświęconej historii miasta i uroczyście otwartej 15 października 2009 r., obecne Muzeum Środkowosłowackie (słow. Stredoslovenské múzeum) zostało laureatem prestiżowej nagrody Muzeum Roku 2009.